# Harold Rainsford Stark

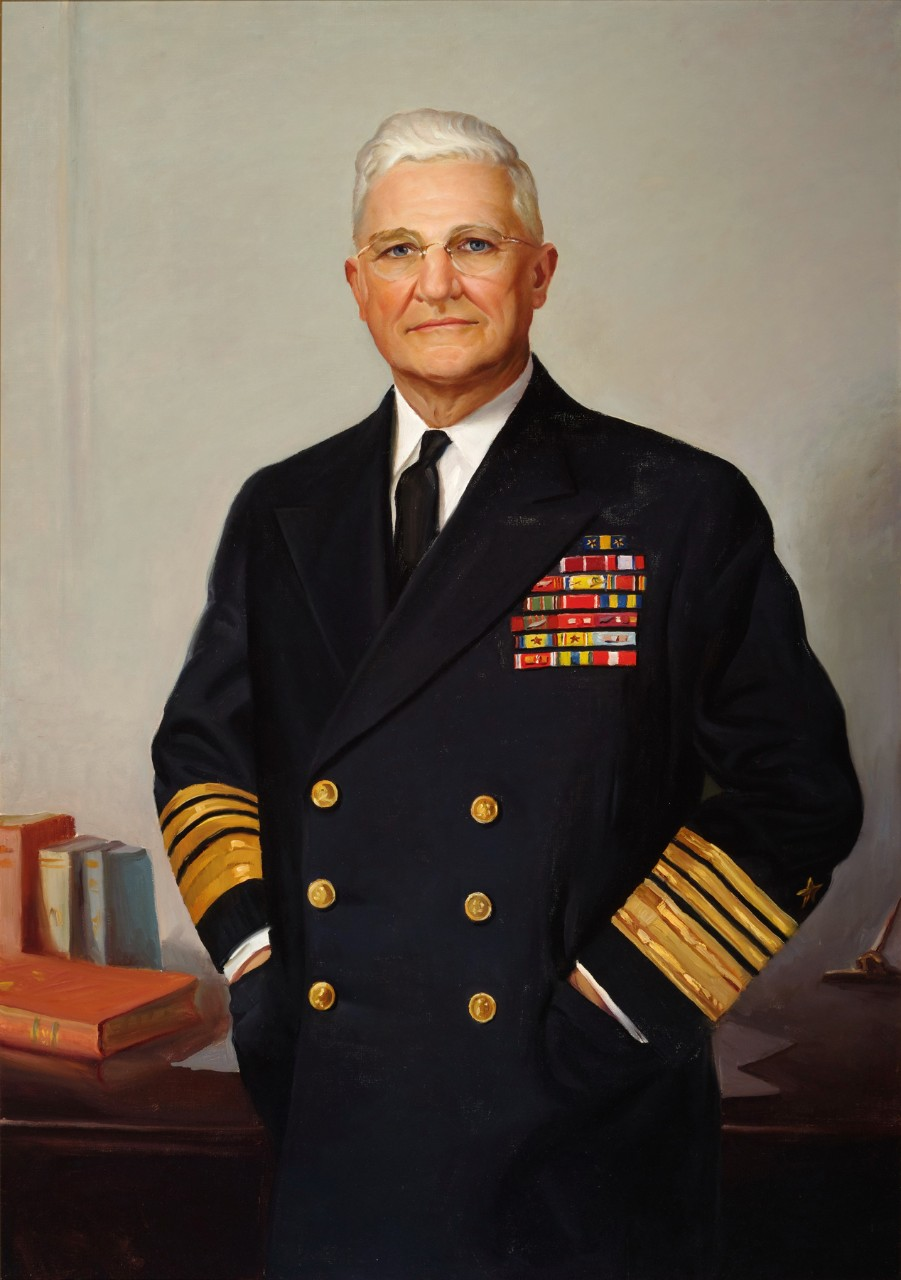
Harold Rainsford Stark

Harold Rainsford Stark (12 november 1880 – 20 augustus 1972) was een officier bij de Amerikaanse marine tijdens de Eerste en Tweede Wereldoorlog, die van 1 augustus 1939 tot 26 maart 1942 de 8e Chief of Naval Operations (CNO) was.
Hij zou later bekend worden als de enige Amerikaanse marineofficier die had gewaarschuwd voor de mogelijkheid van de Aanval op Pearl Harbor. Evenals de Japanse admiraal Yamamoto onder wiens leiding die aanval zou worden uitgevoerd, zou hij daarbij zijn geïnspireerd door het succes van de Britse marine bij een aanval op de Italiaanse vloot in de Slag bij Tarente op 11/12 november 1940. Stark waarschuwde voor de mogelijkheid van een dergelijke aanval in een memo op 22 november 1940, die echter door de rest van de Amerikaanse admiraliteit zou worden genegeerd. In de memos stelde hij voor de haven van Pearl Harbor te beschermen met torpedonetten. Later waarschuwde hij in een brief nogmaals voor de mogelijkheid van een dergelijke aanval. Ook die waarschuwing werd genegeerd.

## Militaire loopbaan
Stark schreef zich in 1899 in bij de United States Naval Academy en studeerde daar af in 1903. Van 1907 tot 1909 diende Stark op het slagschip USS Minnesota voor en tijdens de wereldcruise van de Atlantic Fleet van de Verenigde Staten.
Vervolgens had Stark een uitgebreide taak in de supervisie op de inzet van torpedoboten en torpedobootjagers, waaronder het bevel over de torpedovloot van de Aziatische Vloot in 1917, toen deze oude en kleine torpedobootjagers vanuit de Filipijnen naar de Middellandse Zee stoomden om deel te nemen aan operaties in de Eerste Wereldoorlog. Stark diende van november 1917 tot januari 1919 in de staf van Commander, United States Naval Forces.
Na de Eerste Wereldoorlog was Stark uitvoerend officier van de slagschepen North Dakota en West Virginia, bezocht hij het Naval War College, voerde het bevel over het munitieschip USS Nitro en diende op diverse andere zeeschepen.
Tijdens de latere jaren twintig en halverwege de jaren dertig was Stark, met de rang van kapitein, achtereenvolgens stafchef van de commandant, Destroyer Squadrons Battle Fleet, assistent van de secretaris (onderminister) van de marine en commandant van de USS West Virginia. Van 1934 tot 1937 was admiraal Stark hoofd van het Bureau of Ordnance. Vervolgens diende hij vanaf juli 1938 op zee als Commander Cruiser Division Three en Commander of Cruisers in the Battle Fleet, met de rang van vice-admiraal.
In augustus 1939 werd Stark Chief of Naval Operations (CNO) met de rang van admiraal. In die functie hield hij toezicht op de uitbreiding van de marine in 1940 en 1941, en op haar betrokkenheid bij de Neutrality Patrols tegen Duitse onderzeeërs in de Atlantische Oceaan tijdens het laatste deel van 1941. Het was in die tijd dat hij de Plan Dog-memo schreef, die de basis legde voor Amerika's eerste beleid in Europa. Hij orkestreerde ook de overgang van de marine naar onbeperkte onderzeese oorlogsvoering in geval van oorlog met Japan; Stark beval dit uitdrukkelijk om 17:52 Washington-tijd op 7 december 1941, nog geen vier uur na de Japanse aanval op Pearl Harbor.